# Ahmed Hesham
Ahmed Mohamed Hesham El-Sayed (international meist Ahmed Hesham, arabisch أحمد محمد هشام السيد, DMG Aḥmad Muḥammad Hišām as-Sayyid, * 15. Mai 2000 in Kairo) ist ein ägyptischer Handballspieler. Der 1,94 m große mittlere Rückraumspieler spielt seit 2023 für den ungarischen Erstligisten One Veszprém HC und steht zudem im Aufgebot der ägyptischen Nationalmannschaft.

## Karriere

### Verein
Ahmed Hesham spielte zunächst für die heimischen Vereine Al Ahly SC, Smouha SC und Heliopolis SC. Mit Al Ahly gewann er 2017 und 2018 die ägyptische Meisterschaft und den afrikanischen Pokal der Pokalsieger sowie 2017 den afrikanischen Supercup und erreichte 2018 das Finale in der afrikanischen Champions League. Im Januar 2020 wechselte der Spielmacher in die französische Starligue zu USAM Nîmes, wo mit Mohammad Sanad bereits seit 2017 ein weiterer Ägypter unter Vertrag steht. Mit dem Verein aus Nîmes belegte er in seiner ersten Saison den dritten Platz und in der Saison 2020/21 den fünften Rang in der LNH. Im Europapokal gab er seinen Einstand am 29. Februar 2020 im EHF-Pokal 2019/20 gegen Team Tvis Holstebro. In der EHF European League 2020/21 schied Nîmes im Achtelfinale aus.
Zur Saison 2023/24 wechselte er zu Montpellier Handball. Mit Montpellier gewann er 2025 die Coupe de France. Im Sommer 2025 schloss er sich dem ungarischen Erstligisten One Veszprém HC an.

### Nationalmannschaft
Mit der ägyptischen Junioren-Nationalmannschaft gewann Ahmed Hesham die U-19-Weltmeisterschaft 2019 und wurde zum besten Spieler des Turniers gewählt. Bereits zwei Monate zuvor errang er bei der U-21-Weltmeisterschaft 2019 die Bronzemedaille.
In der ägyptischen A-Nationalmannschaft debütierte Hesham im Jahr 2020 im Vorfeld der Afrikameisterschaft, die er mit Ägypten im Anschluss gewann. Seitdem bestritt er bisher 68 Länderspiele, in denen er 112 Tore erzielte.
Außerdem stand er im Aufgebot für die Weltmeisterschaft 2021. Bei den Olympischen Spielen in Tokio schaltete er mit den Ägyptern die deutsche Mannschaft im Viertelfinale aus und belegte am Ende den vierten Rang. Bei der Weltmeisterschaft 2025 warf er 18 Tore in vier Spielen und belegte mit dem Team den 5. Platz.